# PEC Zwolle in het seizoen 2017/18 (vrouwen)
Het seizoen 2017/2018 is het 8e jaar in het bestaan van de Zwolse vrouwenvoetbalclub PEC Zwolle. De club kwam uit in de Eredivisie en is geëindigd op de 3e plaats. In de play-offs werd de 3e plaats verloren aan sc Heerenveen, derhalve eindigde de ploeg op de 4e plaats in de eindrangschikking. Naast de competitie was er ook deelneming aan het toernooi om de KNVB beker, hierin werd in de achtste finale verloren van CTO Amsterdam.

## Wedstrijdstatistieken

### Oefenduels
| Datum + plaats            | Wedstrijd                     | Uitslag       | Scoreverloop                                                                      |
| ------------------------- | ----------------------------- | ------------- | --------------------------------------------------------------------------------- |
| 14 juli 2017 Amsterdam    | SC Buitenveldert – PEC Zwolle | 1 – 3 (? – ?) | Maxime Bennink (2x), Esmee de Graaf                                               |
| 16 augustus 2017 Onbekend | BV Cloppenburg – PEC Zwolle   | 1 – 2 (? – ?) | Esmee de Graaf, Maxime Bennink * Wedstrijd is na 62 minuten gestaakt door onweer. |
| 19 augustus 2017 Onbekend | KAA Gent Ladies – PEC Zwolle  | 4 – 3 (? – ?) | Esmee de Graaf (2x), Babiche Roof                                                 |
| 23 augustus 2017 Ede      | DTS Ede – PEC Zwolle          | 1 – 2 (1 – 1) | Sofie Houba 1–0, 43' Leonie Vliek 1–1, 75' Maxime Bennink 1–2                     |
| 21 september 2017 Zwolle  | PEC Zwolle – VV Eldenia       | 8 – 1 (2 – 0) | Babiche Roof (4x), Esmee de Graaf (3x), Nurija van Schoonhoven                    |
| 21 oktober 2017 Zwolle    | PEC Zwolle – KRC Genk Ladies  | 2 – 1 (0 – 1) | 33' Hanne Merckelbach 0–1, 53' Rebecca Doejaaren 1–1, 87' Rebecca Doejaaren 2–1   |
|                           |                               |               |                                                                                   |
| 5 april 2018 Arnhem       | VV Eldenia – PEC Zwolle       | 0 – 4 (0 – ?) | Onbekend                                                                          |

### Eredivisie
| 1e speelronde | PEC Zwolle                                                               | 0 – 3 (0 – 1)               | FC Twente                                                                                                  | Opstelling PEC Zwolle: |
| 1 september 2017 Aanvangstijd: 19.30 uur Plaats: Zwolle MAC³PARK stadion Toeschouwers: 522 Scheidsrechter: Dhr. Boringa                         |                                                                          | Wedstrijdverslag            | 38' Jassina Blom 58' Joëlle Smits 65' Ellen Jansen                                                         | Olthuis, Smid, Van Daelen, Morsink ( 72' Tang), Niens, Asbroek ( 77' Banarsie), Bennink, Van Schoonhoven, De Graaf, Roof, Weijkamp ( 84' Pruim)              |
| 2e speelronde | ADO Den Haag                                                             | 2 – 2 (1 – 0)               | PEC Zwolle                                                                                                 | Opstelling PEC Zwolle: |
| 8 september 2017 Aanvangstijd: 19.30 uur Plaats: Den Haag Cars Jeans Stadion Toeschouwers: 400 Scheidsrechter: Dhr. Van den Hoed                | Suzanne Admiraal 17' Carmen Simonis 60' (pen.) Victoria Pelova 90'       | Wedstrijdverslag            | 59' Abby Holmes 65' Nurija van Schoonhoven 70' Babiche Roof 90+5' Shanel Smid                              | Olthuis, Smid, Van Daelen, Tang ( 46' Morsink), Niens ( 46' Holmes), Asbroek, Bennink ( 70' Giesen), Van Schoonhoven, De Graaf, Roof, Weijkamp               |
| 3e speelronde | Vrij                                                                     | Vrij                        | Vrij | Vrij |
| 4e speelronde | VV Alkmaar                                                               | 1 – 7 (0 – 3)               | PEC Zwolle                                                                                                 | Opstelling PEC Zwolle: |
| 29 september 2017 Aanvangstijd: 19.30 uur Plaats: Alkmaar Sportpark Robonsbosweg Toeschouwers: 114 Scheidsrechter: Onbekend                     | Katja Snoeijs 73' Jaimy Visser 87'                                       | Wedstrijdverslag            | 1', 62' Abby Holmes 28', 65' Esmee de Graaf 39' (e.d.) Amber Wuring 55' Marlo Sweatman 81' Lauri Weijkamp  | Pondes, Holmes, Smid, Van Daelen, McDonough, Sweatman ( 80' Giesen), Van Schoonhoven ( 80' Asbroek), Roof, Bennink, De Graaf, Weijkamp                       |
| 5e speelronde | AFC Ajax                                                                 | 5 – 2 (2 – 1)               | PEC Zwolle                                                                                                 | Opstelling PEC Zwolle: |
| 13 oktober 2017 Aanvangstijd: 19.30 uur Plaats: Amsterdam Sportpark De Toekomst Toeschouwers: Niet bekend Scheidsrechter: Dhr. Tjong A Hung     | Liza van der Most 8' Kelly Zeeman 21', 79' Desiree van Lunteren 65', 85' | Wedstrijdverslag            | 25', 51' Yvette van Daelen Babiche Roof                                                                    | Olthuis, Holmes, Smid, Van Daelen, McDonough, Sweatman ( 86' Asbroek), Van Schoonhoven, Roof, Bennink ( 72' Doejaaren), De Graaf, Weijkamp ( 71' Giesen)     |
| 6e speelronde | PEC Zwolle                                                               | 2 – 0 (2 – 0)               | Excelsior/Barendrecht                                                                                      | Opstelling PEC Zwolle: |
| 27 oktober 2017 Aanvangstijd: 19.30 uur Plaats: Zwolle MAC³PARK stadion Toeschouwers: 1.246 Scheidsrechter: Dhr. Midden                         | Babiche Roof 20' (pen.) Lianne Bruijs 37' (e.d.)                         | Wedstrijdverslag            | 20' Frederique Nieuwland                                                                                   | Pondes, Holmes, Smid ( 78' Tang), Van Daelen, McDonough, Sweatman ( 78' Giesen), Van Schoonhoven, Roof, Bennink ( 84' Doejaaren), De Graaf, Weijkamp         |
| 7e speelronde | sc Heerenveen                                                            | 2 – 1 (2 – 1)               | PEC Zwolle                                                                                                 | Opstelling PEC Zwolle: |
| 3 november 2017 Aanvangstijd: 19.30 uur Plaats: Heerenveen Sportpark Skoatterwâld Toeschouwers: 200 Scheidsrechter: Dhr. Zeeman                 | Fenna Kalma 38', 45+1'                                                   | Wedstrijdverslag            | 28' (e.d.) Caroline Verleg                                                                                 | Pondes, Holmes, Smid ( 86' Asbroek), Van Daelen, McDonough, Sweatman ( 66' Giesen), Van Schoonhoven, Roof, Bennink, De Graaf, Weijkamp ( 66' Doejaaren)      |
| 8e speelronde | PEC Zwolle                                                               | 3 – 1 (2 – 1)               | PSV | Opstelling PEC Zwolle: |
| 10 november 2017 Aanvangstijd: 19.30 uur Plaats: Zwolle MAC³PARK stadion Toeschouwers: 485 Scheidsrechter: Dhr. Weghorst                        | Maxime Bennink 3' Babiche Roof 42' (pen.), 90'                           | Wedstrijdverslag            | 24' Anouk Nouwen                                                                                           | Bukovec, Holmes, Smid, McDonough, Van Daelen, Sweatman, Van Schoonhoven, Roof, Bennink ( 73' Giesen), De Graaf, Doejaaren ( 73' Weijkamp)                    |
| 9e speelronde | Achilles '29                                                             | 1 – 1 (1 – 0)               | PEC Zwolle                                                                                                 | Opstelling PEC Zwolle: |
| 17 november 2017 Aanvangstijd: 19.30 uur Plaats: Groesbeek Sportpark De Heikant Toeschouwers: 225 Scheidsrechter: Dhr. Jensch                   | Melanie Bross 39' Glenda van Lieshout 59'                                | Wedstrijdverslag            | 61' Yvette van Daelen 65' Esmee de Graaf 90+1' Abby Holmes                                                 | Bukovec, Holmes, Smid, McDonough, Van Daelen, Sweatman ( 63' Giesen), Van Schoonhoven, Roof, Bennink, De Graaf, Doejaaren ( 77' Weijkamp)                    |
| 10e speelronde | FC Twente                                                                | 2 – 1 (1 – 1)               | PEC Zwolle                                                                                                 | Opstelling PEC Zwolle: |
| 1 december 2017 Aanvangstijd: 19:30 uur Plaats: Enschede De Grolsch Veste Toeschouwers: n.n.b. Scheidsrechter: Dhr. Migchelbrink                | Ellen Jansen 7' Renate Jansen 73'                                        | Wedstrijdverslag            | 8' Rebecca Doejaaren 85' Abby Holmes                                                                       | Bukovec, Holmes, Smid, McDonough, Van Daelen, Giesen ( 76' Asbroek), Van Schoonhoven, Roof ( 80' Sweatman), Bennink, De Graaf, Doejaaren ( 80' Weijkamp)     |
| 11e speelronde | PEC Zwolle                                                               | 0 – 1 (0 – 0)               | ADO Den Haag                                                                                               | Opstelling PEC Zwolle: |
| 8 november 2017 30 januari 2018 Aanvangstijd: 19.30 uur Plaats: Zwolle MAC³PARK stadion Toeschouwers: Niet bekend Scheidsrechter: Dhr. Loontjes |                                                                          | Wedstrijdverslag            | 71' Suzanne Admiraal                                                                                       | Bukovec, McDonough, Van Daelen Smid, Holmes, Giesen ( 76' Weijkamp), Van Schoonhoven, Roof, Bennink, De Graaf ( 88' Niens), Doejaaren ( 66' Sweatman)        |
| 12e speelronde | Vrij                                                                     | Vrij                        | Vrij | Vrij |
| 13e speelronde | PEC Zwolle                                                               | 2 – 1 (1 – 0)               | VV Alkmaar                                                                                                 | Opstelling PEC Zwolle: |
| 22 november 2017 Aanvangstijd: 19.30 uur Plaats: Zwolle MAC³PARK stadion Toeschouwers: Niet bekend Scheidsrechter: Niet bekend                  | Abby Holmes 2' Maxime Bennink 40' Babiche Roof 86' (pen.)                | Wedstrijdverslag            | 83' Katja Snoeijs Paulina Quaye                                                                            | Bukovec, Holmes, Smid, McDonough, Van Daelen ( 46' Niens), Giesen, Van Schoonhoven, Roof, Bennink, De Graaf, Doejaaren ( 75' Weijkamp)                       |
| 14e speelronde | Excelsior/Barendrecht                                                    | 1 – 5 (1 – 1)               | PEC Zwolle                                                                                                 | Opstelling PEC Zwolle: |
| 26 januari 2018 Aanvangstijd: 19.30 uur Plaats: Rotterdam Stadion Woudestein Toeschouwers: 512 Scheidsrechter: Dhr. Post                        | Sherallin Henriquez 5'                                                   | Wedstrijdverslag            | 25' Esmee de Graaf 47' Rebecca Doejaaren 50' (pen.) 86' Babiche Roof 57' Maxime Bennink 90' Suzanne Giesen | Bukovec, McDonough, Van Daelen, Smid, Niens, Giesen, Van Schoonhoven, Roof, Bennink ( 81' Asbroek), De Graaf ( 81' Sweatman), Doejaaren ( 55' Weijkamp)      |
| 15e speelronde | PEC Zwolle                                                               | 2 – 2 (1 – 0)               | AFC Ajax                                                                                                   | Opstelling PEC Zwolle: |
| 2 februari 2018 Aanvangstijd: 19.30 uur Plaats: Zwolle MAC³PARK stadion Toeschouwers: 3.165 Scheidsrechter: Dhr. Van Dijk                       | Lauri Weijkamp 28' Babiche Roof 57' 78'                                  | Wedstrijdverslag            | 81' 87' Stefanie van der Gragt 90+1' Marjolijn van den Bighelaar                                           | Bukovec, McDonough, Van Daelen Smid, Holmes, Giesen, Van Schoonhoven, Roof ( 82' Asbroek), Bennink ( 77' Doejaaren), De Graaf, Weijkamp ( 90' Niens)         |
| 16e speelronde | PEC Zwolle                                                               | 1 – 2 (1 – 0)               | sc Heerenveen                                                                                              | Opstelling PEC Zwolle: |
| 9 februari 2018 Aanvangstijd: 19.30 uur Plaats: Zwolle MAC³PARK stadion Toeschouwers: 522 Scheidsrechter: Dhr. Alberts                          | Babiche Roof 10' Nurija van Schoonhoven 26'                              | Wedstrijdverslag[dode link] | 55', 61' Tiny Hoekstra                                                                                     | Bukovec, McDonough, Van Daelen Smid, Holmes, Asbroek, Van Schoonhoven ( 84' Bruinenberg), Roof, Bennink ( 84' Sweatman), De Graaf, Doejaaren ( 77' Weijkamp) |
| 17e speelronde | PSV                                                                      | 1 – 2 (0 – 0)               | PEC Zwolle                                                                                                 | Opstelling PEC Zwolle: |
| 16 februari 2018 Aanvangstijd: 19.30 uur Plaats: Eindhoven De Herdgang Toeschouwers: 652 Scheidsrechter: Dhr. De Loos                           | Kristina Erman 90+2'                                                     | Wedstrijdverslag            | 47' (e.d.) Kim Mourmans 70' Esmee de Graaf 87' Maxime Bennink                                              | Bukovec, McDonough, Van Daelen Smid, Holmes, Asbroek ( 70' Giesen), Van Schoonhoven, Roof, Bennink ( 90+1' Sweatman), De Graaf, Doejaaren ( 80' Weijkamp)    |
| 18e speelronde | PEC Zwolle                                                               | 3 – 1 (1 – 1)               | Achilles '29                                                                                               | Opstelling PEC Zwolle: |
| 23 februari 2018 Aanvangstijd: 19.30 uur Plaats: Zwolle MAC³PARK stadion Toeschouwers: 420 Scheidsrechter: Dhr. Van der Hoek                    | Yvette van Daelen 31' Babiche Roof 72' Maxime Bennink 83'                | Wedstrijdverslag            | 14' Melissa Evers                                                                                          | Postma, McDonough, Van Daelen Smid, Holmes, Giesen, Van Schoonhoven, Roof, Bennink, De Graaf, Weijkamp ( 90' Sweatman)                                       |

#### Kampioensgroep
| 1e speelronde | AFC Ajax                                                                                      | 3 – 1 (3 – 0)    | PEC Zwolle                                                                                      | Opstelling PEC Zwolle: |
| 16 maart 2018 Aanvangstijd: 19.30 uur Plaats: Amsterdam Sportpark De Toekomst Toeschouwers: Niet bekend Scheidsrechter: Niet bekend | Marjolijn van den Bighelaar 9' Merel van Dongen 31' Desiree van Lunteren 36' Linda Bakker 89' | Wedstrijdverslag | 64' Abby Holmes                                                                                 | Bukovec, McDonough, Van Daelen Smid, Holmes, Giesen, Van Schoonhoven, Roof, Bennink, De Graaf, Doejaaren ( 81' Weijkamp)                              |
| 2e speelronde | PEC Zwolle                                                                                    | 2 – 2 (1 – 1)    | sc Heerenveen                                                                                   | Opstelling PEC Zwolle: |
| 23 maart 2018 Aanvangstijd: 19.30 uur Plaats: Zwolle MAC³PARK stadion Toeschouwers: 840 Scheidsrechter: Dhr. Poffers                | Babiche Roof 41' Abby Holmes 71'                                                              | Wedstrijdverslag | 9', 90+5' Fenna Kalma                                                                           | Pondes, McDonough, Van Daelen Smid, Holmes ( 90' Niens), Giesen, Van Schoonhoven, Roof, Bennink, Doejaaren, De Graaf                                  |
| 3e speelronde | FC Twente                                                                                     | 1 – 3 (1 – 2)    | PEC Zwolle                                                                                      | Opstelling PEC Zwolle: |
| 30 maart 2018 Aanvangstijd: 14.30 uur Plaats: Enschede Sportpark Slangenbeek Toeschouwers: 350 Scheidsrechter: Dhr. Brinkkemper     | Joëlle Smits 24'                                                                              | Wedstrijdverslag | 7' Esmee de Graaf 43', 86' Babiche Roof                                                         | Bukovec, McDonough, Van Daelen Smid, Niens, Giesen, Van Schoonhoven, Roof, Bennink, Doejaaren, De Graaf ( 77' Weijkamp)                               |
| 4e speelronde | PEC Zwolle                                                                                    | 3 – 3 (0 – 1)    | PSV                                                                                             | Opstelling PEC Zwolle: |
| 20 april 2018 Aanvangstijd: 19.30 uur Plaats: Zwolle MAC³PARK stadion Toeschouwers: 810 Scheidsrechter: Dhr. Noppers                | Babiche Roof 53', 74' (pen.) Maud Asbroek 84'                                                 | Wedstrijdverslag | 14' Nadia Coolen 60' Vanity Lewerissa 69' Kirsten Koopmans                                      | Bukovec, McDonough ( 82' Asbroek), Van Daelen Smid ( 82' Niens), Holmes, Giesen, Van Schoonhoven, Roof, Bennink, Doejaaren, De Graaf                  |
| 5e speelronde | Vrij                                                                                          | Vrij             | Vrij                                                                                            | Vrij |
| 6e speelronde | PEC Zwolle                                                                                    | 0 – 4 (0 – 2)    | AFC Ajax                                                                                        | Opstelling PEC Zwolle: |
| 6 mei 2018 Aanvangstijd: 14.30 uur Plaats: Zwolle MAC³PARK stadion Toeschouwers: 2.050 Scheidsrechter: Sarah Anna Brinkkemper       | Esmee de Graaf 49' Abby Holmes 61'                                                            |                  | 3', 12' Desiree van Lunteren 54' Linda Bakker 65' Inessa Kaagman 84' Soraya Verhoeve            | Bukovec, McDonough, Van Daelen, Smid, Holmes ( 62' Niens), Giesen ( 32' Asbroek), Van Schoonhoven, Roof, Bennink, Doejaaren, De Graaf ( 40' Weijkamp) |
| 7e speelronde | sc Heerenveen                                                                                 | 3 – 0 (1 – 0)    | PEC Zwolle                                                                                      | Opstelling PEC Zwolle: |
| 11 mei 2018 Aanvangstijd: 19.30 uur Plaats: Heerenveen Sportpark Skoatterwâld Toeschouwers: 350 Scheidsrechter: Dhr. Mesbah         | Tiny Hoekstra 40' Fenna Kalma 63' Chantal Schouwstra 81' Dana Philippo 83'                    | Wedstrijdverslag |                                                                                                 | Bukovec, McDonough, Van Daelen, Smid, Holmes, Asbroek, Van Schoonhoven, Roof, Bennink ( 78' Vliek), Doejaaren ( 69' Niens), De Graaf ( 84' Weijkamp)  |
| 8e speelronde | PEC Zwolle                                                                                    | 3 – 5 (2 – 1)    | FC Twente                                                                                       | Opstelling PEC Zwolle: |
| 18 mei 2018 Aanvangstijd: 19.30 uur Plaats: Zwolle MAC³PARK stadion Toeschouwers: 427 Scheidsrechter: Dhr. Van Dijk                 | Esmee de Graaf 8', 68' Babiche Roof 27'                                                       | Wedstrijdverslag | 26' (pen.) Myrthe Moorrees 66' (pen.) Joëlle Smits 83', 84' Renate Jansen 90+2' Sabrine Ellouzi | Bukovec, McDonough, Van Daelen, Smid, Vliek ( 81' Holmes), Niens ( 86' Doejaaren), Van Schoonhoven, Roof, Bennink ( 78' Van Os), Asbroek, De Graaf    |
| 9e speelronde | PSV                                                                                           | 1 – 2 (1 – 0)    | PEC Zwolle                                                                                      | Opstelling PEC Zwolle: |
| 21 mei 2018 Aanvangstijd: 14.30 uur Plaats: Eindhoven De Herdgang Toeschouwers: 800 Scheidsrechter: Dhr. Virancikli                 | Lucie Akkerman 41'                                                                            | Wedstrijdverslag | 59' Esmee de Graaf 84' Babiche Roof                                                             | Bukovec, McDonough, Van Daelen, Smid, Holmes ( 80' Vliek), Asbroek ( 80' Weijkamp), Van Schoonhoven, Roof, Bennink, De Graaf, Doejaaren ( 61' Niens)  |
| 10e speelronde | Vrij                                                                                          | Vrij             | Vrij                                                                                            | Vrij |

### KNVB beker
| Achtste finale | CTO Amsterdam                            | 2 – 1 (0 – 0) | PEC Zwolle      | Opstelling PEC Zwolle: |
| 11 maart 2018 Aanvangstijd: 17.15 uur Plaats: Amsterdam Sportpark Olympiaplein Toeschouwers: Niet bekend Scheidsrechter: Niet bekend | Nikita Tromp 54' Samantha van Diemen 65' |               | 55' Abby Holmes | Bukovec, McDonough, Van Daelen Smid ( 71' Asbroek), Holmes, Giesen, Van Schoonhoven, Roof, Bennink, De Graaf, Doejaaren ( 71' Sweatman) |

## Selectie en technische staf

### Selectie 2017/18
| Nr.             | Nat.                      | Naam                   | Competitie  | Competitie  | Beker       | Beker       | Totaal      | Totaal      | Seizoen bij PEC Zwolle | Vorige club      | Debuut PEC Zwolle |             |             |             |             |
| Nr.             | Nat.                      | Naam                   | W           |             | W           |             | W           |             | Seizoen bij PEC Zwolle | Vorige club      | Debuut PEC Zwolle |             |             |             |             |
| Doelvrouwen     | Doelvrouwen               | Doelvrouwen            | Doelvrouwen | Doelvrouwen | Doelvrouwen | Doelvrouwen | Doelvrouwen | Doelvrouwen | Doelvrouwen            | Doelvrouwen      | Doelvrouwen       | Doelvrouwen | Doelvrouwen | Doelvrouwen | Doelvrouwen |
| --------------- | ------------------------- | ---------------------- | ----------- | ----------- | ----------- | ----------- | ----------- | ----------- | ---------------------- | ---------------- | ----------------- | ----------- | ----------- | ----------- | ----------- |
| 1               | Vlag van Nederland        | Nadja Olthuis          | 3           | 0           | 0           | 0           | 3           | 0           | 8e                     | sc Heerenveen    | 2 september 2010  |             |             |             |             |
| 16              | Vlag van Nederland        | Moon Pondes            | 4           | 0           | 0           | 0           | 4           | 0           | 2e                     | FC Twente        | 5 mei 2017        |             |             |             |             |
| 22              | Vlag van Kroatië          | Stephanie Bukovec      | 16          | 0           | 1           | 0           | 17          | 0           | 1e                     | Töcksfors IF     | 10 november 2017  |             |             |             |             |
| 28              | Vlag van Nederland        | Tirsa Postma           | 1           | 0           | 0           | 0           | 1           | 0           | 1e                     | Jeugd            | 23 februari 2018  |             |             |             |             |
| Verdedigsters   |                           |                        |             |             |             |             |             |             |                        |                  |                   |             |             |             |             |
| 2               | Vlag van Nederland        | Joos van Os            | 1           | 0           | 0           | 0           | 1           | 0           | 2e                     | FC Twente        | 2 september 2016  |             |             |             |             |
| 3               | Vlag van Nederland        | Pascalle Tang          | 3           | 0           | 0           | 0           | 3           | 0           | 2e                     | sc Heerenveen    | 17 februari 2017  |             |             |             |             |
| 13              | Vlag van Verenigde Staten | Siobhan McDonough      | 22          | 0           | 1           | 0           | 23          | 0           | 1e                     | Boston Breakers  | 29 september 2017 |             |             |             |             |
| 19              | Vlag van Nederland        | Yvette van Daelen      | 24          | 3           | 1           | 0           | 25          | 3           | 6e                     | Jeugd            | 9 november 2012   |             |             |             |             |
| 24              | Vlag van Engeland         | Abby Holmes            | 21          | 4           | 1           | 1           | 22          | 5           | 1e                     | Sunderland LFC   | 8 september 2017  |             |             |             |             |
| 25              | Vlag van Nederland        | Lotte Morsink          | 2           | 0           | 0           | 0           | 2           | 0           | 1e                     | Jeugd            | 1 september 2017  |             |             |             |             |
| 27              | Vlag van Nederland        | Shanel Smid            | 24          | 1           | 1           | 0           | 25          | 1           | 1e                     | Jeugd            | 1 september 2017  |             |             |             |             |
| Middenveldsters |                           |                        |             |             |             |             |             |             |                        |                  |                   |             |             |             |             |
| 4               | Vlag van Nederland        | Suzanne Giesen         | 18          | 1           | 1           | 0           | 19          | 1           | 4e                     | RKHVV (ama)      | 2 september 2014  |             |             |             |             |
| 6               | Vlag van Nederland        | Nurija van Schoonhoven | 24          | 0           | 1           | 0           | 25          | 0           | 3e                     | Jeugd            | 6 november 2015   |             |             |             |             |
| 8               | Vlag van Nederland        | Sharon Bruinenberg     | 1           | 0           | 0           | 0           | 1           | 0           | 6e                     | Jeugd            | 16 maart 2013     |             |             |             |             |
| 10              | Vlag van Nederland        | Babiche Roof           | 24          | 16          | 1           | 0           | 25          | 16          | 1e                     | SC Telstar VVNH  | 1 september 2017  |             |             |             |             |
| 14              | Vlag van Jamaica          | Marlo Sweatman         | 12          | 1           | 1           | 0           | 13          | 1           | 1e                     | Töcksfors IF     | 29 september 2017 |             |             |             |             |
| 18              | Vlag van Nederland        | Maud Asbroek           | 15          | 1           | 1           | 0           | 16          | 1           | 1e                     | Jeugd            | 1 september 2017  |             |             |             |             |
| 20              | Vlag van Nederland        | Lauri Weijkamp         | 21          | 2           | 0           | 0           | 21          | 2           | 3e                     | Jeugd            | 1 april 2016      |             |             |             |             |
| 26              | Vlag van Nederland        | Jeslin Niens           | 13          | 0           | 0           | 0           | 13          | 0           | 2e                     | Jeugd            | 18 november 2016  |             |             |             |             |
| 29              | Vlag van Nederland        | Kely Pruim             | 1           | 0           | 0           | 0           | 1           | 0           | 1e                     | Jeugd            | 1 september 2017  |             |             |             |             |
| 33              | Vlag van Nederland        | Leonie Vliek           | 3           | 0           | 0           | 0           | 3           | 0           | 1e                     | Jeugd            | 12 mei 2018       |             |             |             |             |
| 35              | Vlag van Nederland        | Celien Tiemens         | 0           | 0           | 0           | 0           | 0           | 0           | 1e                     | Jeugd            | –                 |             |             |             |             |
| Aanvalsters     |                           |                        |             |             |             |             |             |             |                        |                  |                   |             |             |             |             |
| 7               | Vlag van Nederland        | Esmee de Graaf         | 24          | 8           | 1           | 0           | 25          | 8           | 3e                     | SV Saestum (ama) | 21 augustus 2015  |             |             |             |             |
| 9               | Vlag van Nederland        | Rebecca Doejaaren      | 20          | 2           | 1           | 0           | 21          | 2           | 4e                     | Jeugd            | 20 februari 2015  |             |             |             |             |
| 11              | Vlag van Nederland        | Maxime Bennink         | 24          | 5           | 1           | 0           | 25          | 5           | 2e                     | FC Twente        | 9 september 2016  |             |             |             |             |
| 30              | Vlag van Nederland        | Amy Banarsie           | 1           | 0           | 0           | 0           | 1           | 0           | 3e                     | Jeugd            | 13 mei 2016       |             |             |             |             |
| Nr.             | Nat.                      | Naam                   | W           |             | W           |             | W           |             | Seizoen bij PEC Zwolle | Vorige club      | Debuut            |             |             |             |             |
| Nr.             | Nat.                      | Naam                   | Competitie  | Competitie  | Beker       | Beker       | Totaal      | Totaal      | Seizoen bij PEC Zwolle | Vorige club      | Debuut            |             |             |             |             |

### Technische staf
| Naam            | Functie           |
| --------------- | ----------------- |
| Wim van der Wal | Hoofdtrainer      |
| Joran Pot       | Assistent-trainer |

## Statistieken PEC Zwolle 2017/2018

### Eindstand PEC Zwolle in de Nederlandse Eredivisie Vrouwen 2017 / 2018
| Stand | Gespeeld | Gewonnen | Gelijk | Verloren | Punten | Doelpunten voor | Doelpunten tegen | Gele kaarten | Rode kaarten |
| ----- | -------- | -------- | ------ | -------- | ------ | --------------- | ---------------- | ------------ | ------------ |
| 3e    | 16       | 7        | 3      | 6        | 24     | 34              | 26               | 10           | 0            |

### Eindstand PEC Zwolle in de kampioensgroep 2017 / 2018
| Stand | Gespeeld | Gewonnen | Gelijk | Verloren | Punten | Doelpunten voor | Doelpunten tegen | Gele kaarten | Rode kaarten |
| ----- | -------- | -------- | ------ | -------- | ------ | --------------- | ---------------- | ------------ | ------------ |
| 4e    | 8        | 2        | 2      | 4        | 20     | 14              | 22               | 2            | 0            |

### Topscorers
| #                | Naam                                  | Goal | Goal | Totaal |
| ---------------- | ------------------------------------- | ---- | ---- | ------ |
| 1.               | Babiche Roof                          | 9    | 7    | 16     |
| 2.               | Esmee de Graaf                        | 4    | 4    | 8      |
| 3.               | Maxime Bennink                        | 5    | 0    | 5      |
| 4.               | Abby Holmes                           | 2    | 2    | 4      |
| 5.               | Yvette van Daelen                     | 3    | 0    | 3      |
| 6.               | Rebecca Doejaaren                     | 2    | 0    | 2      |
| 6.               | Lauri Weijkamp                        | 2    | 0    | 2      |
| 7.               | Suzanne Giesen                        | 1    | 0    | 1      |
| 7.               | Shanel Smid                           | 1    | 0    | 1      |
| 7.               | Marlo Sweatman                        | 1    | 0    | 1      |
| 7.               | Maud Asbroek                          | 0    | 1    | 1      |
| Eigen doelpunten |                                       |      |      |        |
| 1.               | Lianne Bruijs (Excelsior/Barendrecht) | 1    | 0    | 1      |
| 1.               | Kim Mourmans (PSV)                    | 1    | 0    | 1      |
| 1.               | Caroline Verleg (sc Heerenveen)       | 1    | 0    | 1      |
| 1.               | Amber Wuring (VV Alkmaar)             | 1    | 0    | 1      |
| Totaal           | Totaal                                | 34   | 14   | 48     |

| #      | Naam        | Goal |
| ------ | ----------- | ---- |
| 1.     | Abby Holmes | 1    |
| Totaal | Totaal      | 1    |

| #        | Naam                        | Goal |
| -------- | --------------------------- | ---- |
| 1.       | Maxime Bennink              | 4    |
| 1.       | Esmee de Graaf              | 4    |
| 2.       | Babiche Roof                | 1    |
| 2.       | Leonie Vliek                | 1    |
| Onbekend |                             |      |
| 1.       | Onbekend (Tegen VV Eldenia) | 4    |
| Totaal   | Totaal                      | 14   |

### Kaarten
| #      | Naam                   |    |
| ------ | ---------------------- | -- |
| 1.     | Abby Holmes            | 5  |
| 2.     | Esmee de Graaf         | 2  |
| 2.     | Babiche Roof           | 2  |
| 2.     | Nurija van Schoonhoven | 2  |
| 3.     | Yvette van Daelen      | 1  |
| Totaal | Totaal                 | 12 |

| #      | Naam           |   |
| ------ | -------------- | - |
| –      | Geen speelster | – |
| Totaal | Totaal         | 0 |

| #      | Naam           |   |
| ------ | -------------- | - |
| –      | Geen speelster | – |
| Totaal | Totaal         | 0 |

### Punten per speelronde
| Speelronde | 1 | 2 | 3 | 4 | 5 | 6 | 7 | 8 | 9 | 10 | 11 | 12 | 13 | 14 | 15 | 16 | 17 | 18 |   | PO1 | PO2 | PO3 | PO4 | PO5 | PO6 | PO7 | PO8 | PO9 | P10 |
| ---------- | - | - | - | - | - | - | - | - | - | -- | -- | -- | -- | -- | -- | -- | -- | -- | - | --- | --- | --- | --- | --- | --- | --- | --- | --- | --- |
| Punten     | 0 | 1 | – | 3 | 0 | 3 | 0 | 3 | 1 | 0  | 0  | –  | 3  | 3  | 1  | 0  | 3  | 3  | 0 | 1   | 3   | 1   | –   | 0   | 0   | 0   | 3   | –   |     |

### Punten na speelronde
| Speelronde | 1 | 2 | 3 | 4 | 5 | 6 | 7 | 8  | 9  | 10 | 11 | 12 | 13 | 14 | 15 | 16 | 17 | 18 |    | PO1 | PO2 | PO3 | PO4 | PO5 | PO6 | PO7 | PO8 | PO9 | P10 |
| ---------- | - | - | - | - | - | - | - | -- | -- | -- | -- | -- | -- | -- | -- | -- | -- | -- | -- | --- | --- | --- | --- | --- | --- | --- | --- | --- | --- |
| Punten     | 0 | 1 | 1 | 4 | 4 | 7 | 7 | 10 | 11 | 11 | 11 | –  | 14 | 17 | 18 | 18 | 21 | 24 | 12 | 13  | 16  | 17  | –   | 17  | 17  | 17  | 20  | –   |     |

### Stand na speelronde
| Speelronde | 1  | 2  | 3  | 4  | 5  | 6  | 7  | 8  | 9  | 10 | 11 | 12 | 13 | 14 | 15 | 16 | 17 | 18 |    | PO1 | PO2 | PO3 | PO4 | PO5 | PO6 | PO7 | PO8 | PO9 | P10 |
| ---------- | -- | -- | -- | -- | -- | -- | -- | -- | -- | -- | -- | -- | -- | -- | -- | -- | -- | -- | -- | --- | --- | --- | --- | --- | --- | --- | --- | --- | --- |
| Stand      | 8e | 8e | 8e | 6e | 7e | 5e | 7e | 4e | 4e | 7e | 7e | –e | 7e | 4e | 4e | 6e | 3e | 3e | 3e | 4e  | 3e  | 3e  | –   | 4e  | 4e  | 4e  | 4e  | –   |     |

### Doelpunten per speelronde
| Speelronde | 1 | 2 | 3 | 4 | 5 | 6 | 7 | 8 | 9 | 10 | 11 | 12 | 13 | 14 | 15 | 16 | 17 | 18 |   | PO1 | PO2 | PO3 | PO4 | PO5 | PO6 | PO7 | PO8 | PO9 | P10 | Totaal |
| ---------- | - | - | - | - | - | - | - | - | - | -- | -- | -- | -- | -- | -- | -- | -- | -- | - | --- | --- | --- | --- | --- | --- | --- | --- | --- | --- | ------ |
| Doelpunten | 0 | 2 | – | 7 | 2 | 2 | 1 | 3 | 1 | 1  | 0  | –  | 2  | 5  | 2  | 1  | 2  | 3  | 1 | 2   | 3   | 3   | –   | 0   | 0   | 3   | 2   | –   | 48  |        |

## Mutaties

### Zomer

#### Aangetrokken
| Nr. | Nat. | Naam              | Van             | Type         | Contract     | Transfersom | Bijzonderheid |
| --- | ---- | ----------------- | --------------- | ------------ | ------------ | ----------- | ------------- |
| 18  | NL   | Maud Asbroek      | Jeugd           | Transfervrij | 30 juni 2018 | n.v.t.      | –             |
| 22  | HR   | Stephanie Bukovec | Töcksfors IF    | Transfervrij | 30 juni 2018 | n.v.t.      | –             |
| 24  | EN   | Abby Holmes       | Sunderland AFC  | Transfervrij | 30 juni 2018 | n.v.t.      | –             |
| 13  | VS   | Siobhan McDonough | Boston Breakers | Transfervrij | 30 juni 2018 | n.v.t.      | –             |
| 10  | NL   | Babiche Roof      | SC Telstar VVNH | Transfervrij | 30 juni 2018 | n.v.t.      | –             |
| 14  | JM   | Marlo Sweatman    | Töcksfors IF    | Transfervrij | 30 juni 2018 | n.v.t.      | –             |
| 20  | NL   | Lauri Weijkamp    | Jeugd           | Transfervrij | 30 juni 2018 | n.v.t.      | –             |

#### Vertrokken
| Nr. | Nat. | Naam                | Naar     | Type           | Transfersom | Wed. | Dlpt. |
| --- | ---- | ------------------- | -------- | -------------- | ----------- | ---- | ----- |
| 4   | NL   | Kirsten Bakker      | Onbekend | Einde contract | n.v.t.      | 40   | 1     |
| 22  | NL   | Lydia Borg          | Onbekend | Einde contract | n.v.t.      | 67   | 0     |
| 24  | NL   | Marije van Dam      | Onbekend | Einde contract | n.v.t.      | 43   | 0     |
| 11  | NL   | Judith Frijlink     | Stopt    | Einde contract | n.v.t.      | 151  | 40    |
| 20  | NL   | Angenita Lemstra    | Onbekend | Einde contract | n.v.t.      | 7    | 0     |
| 14  | NL   | Kyra Scheggetmann   | Onbekend | Einde contract | n.v.t.      | 84   | 0     |
| 5   | NL   | Anouk van Vilsteren | Onbekend | Einde contract | n.v.t.      | 74   | 4     |

#### Statistieken transfers zomer
| Gekochte spelers | Verkochte spelers | Gehuurde spelers | Verhuurde spelers | Spelers terug van verhuurperiode | Spelers einde van huurperiode | Transfervrij aangetrokken spelers | Transfervrij vertrokken spelers | Doorgestroomde jeugdspelers |
| ---------------- | ----------------- | ---------------- | ----------------- | -------------------------------- | ----------------------------- | --------------------------------- | ------------------------------- | --------------------------- |
| 0                | 0                 | 0                | 0                 | 0                                | 0                             | 4                                 | 7                               | 2                           |

## Jong PEC Zwolle
Sinds het seizoen 2017/18 komt Jong PEC Zwolle uit in de Topklasse Vrouwen. Dit is de hoogste klasse waar dit team in uit kan komen.

### Wedstrijdstatistieken

#### Topklasse
|  |               | Datum             | Wedstrijd                           | Uitslag       | Doelpuntenmaaksters |
|  | ------------- | ----------------- | ----------------------------------- | ------------- | --- |
|  | Speelronde 1  | 23 september 2017 | Jong ADO Den Haag – Jong PEC Zwolle | 0 – 3 (0 – 1) | 6' Dara Broekhaar, 71' Kely Pruim, 75' Marushka van Olst                                                                                  |
|  | Speelronde 2  | 30 september 2017 | Jong PEC Zwolle – SC Buitenveldert  | 0 – 4         | – |
|  | Speelronde 3  | 7 oktober 2017    | BVV Barendrecht – Jong PEC Zwolle   | 1 – 3         | Amy Banarsie, Pien Hindriksen, Marushka van Olst                                                                                          |
|  | Speelronde 4  | 14 oktober 2017   | Jong PEC Zwolle – SV Saestum        | 1 – 4         | Celien Tiemens |
|  | Speelronde 5  | 28 oktober 2017   | ASV Wartburgia – Jong PEC Zwolle    | 2 – 1         | Moïsa van Koot |
|  | Speelronde 6  | 4 november 2017   | Jong PEC Zwolle – RCL               | 3 – 0         | Amy Banarsie, Kely Pruim, Celien Tiemens                                                                                                  |
|  | Speelronde 7  | 11 november 2017  | EVV Eindhoven AV – Jong PEC Zwolle  | 3 – 2 (3 – 0) | Dara Broekhaar, Lotje de Keijzer |
|  | Speelronde 8  | 18 november 2017  | Jong PEC Zwolle – DTS Ede           | 3 – 1         | Pien Hindriksen, Jeslin Niens, Marushka van Olst                                                                                          |
|  | Speelronde 9  | 25 november 2017  | Jong VV Alkmaar – Jong PEC Zwolle   | 1 – 1         | Marushka van Olst |
|  | Speelronde 10 | 2 december 2017   | Jong PEC Zwolle – SSS               | 1 – 2         | Lotte Morsink |
|  | Speelronde 11 | 9 december 2017   | Ter Leede – Jong PEC Zwolle         | 4 – 2         | Pien Hindriksen, Leonie Vliek |
|  | Speelronde 12 | 10 februari 2018  | SV Saestum – Jong PEC Zwolle        | 1 – 0         | – |
|  | Speelronde 13 | 17 februari 2018  | Jong PEC Zwolle – BVV Barendrecht   | 6 – 1         | –', –', –' Pien Hindriksen, Moïsa van Koot, Francis Vliek, Imre van der Vegt                                                              |
|  | Speelronde 14 | 10 maart 2018     | RCL – Jong PEC Zwolle               | 2 – 12        | –', –', –', –' Pien Hindriksen, –', –' Lotje de Keijzer, –', –' Francis Vliek, –', –' Imre van der Vegt, Leonie Vliek, –' (e.d.) Onbekend |
|  | Speelronde 15 | 17 maart 2018     | Jong PEC Zwolle – ASV Wartburgia    | 1 – 1         | Lotje de Keijzer |
|  | Speelronde 16 | 24 maart 2018     | Jong PEC Zwolle – Jong VV Alkmaar   | 6 – 0         | –', –' Pien Hindriksen, Lotje de Keijzer, Francis Vliek, Celien Tiemens, Imre van der Vegt                                                |
|  | Speelronde 17 | 7 april 2018      | SC Buitenveldert – Jong PEC Zwolle  | 0 – 2         | Jasmijn Dijsselhof, Lotje de Keijzer |
|  | Speelronde 18 | 14 april 2018     | Jong PEC Zwolle – Jong ADO Den Haag | 1 – 0         | Lotje de Keijzer |
|  | Speelronde 19 | 21 april 2018     | DTS Ede – Jong PEC Zwolle           | 3 – 2         | Francis Vliek, Kely Pruim |
|  | Speelronde 20 | 12 mei 2018       | Jong PEC Zwolle – EVV Eindhoven AV  | 1 – 2         | Pien Hindriksen |
|  | Speelronde 21 | 19 mei 2018       | SSS – Jong PEC Zwolle               | 3 – 4         | –', –' Pien Hindriksen, Lotje de Keijzer, Amy Banarsie                                                                                    |
|  | Speelronde 22 | 26 mei 2018       | Jong PEC Zwolle – Ter Leede         | 3 – 2         | Onbekend |

#### KNVB beker
|  |              | Datum             | Wedstrijd                            | Uitslag | Doelpuntenmaaksters          |
|  | ------------ | ----------------- | ------------------------------------ | ------- | ---------------------------- |
|  | Groepsfase   | 2 september 2017  | Jong PEC Zwolle – VV de Weide        | 18 – 0  | Niet bekend                  |
|  | Groepsfase   | 9 september 2017  | VIOD – Jong PEC Zwolle               | 0 – 2   | Moïsa van Koot, Amy Banarsie |
|  | Groepsfase   | 16 september 2017 | Jong PEC Zwolle – The Knickerbockers | 7 – 0   | Niet bekend                  |
|  | Eerste ronde | 16 december 2017  | Jong PEC Zwolle – vv Rigtersbleek    | B.N.O   |                              |
|  | Tweede ronde | 27 januari 2018   | CTO Eindhoven – Jong PEC Zwolle      | 3 – 0   | –                            |

### Statistieken Jong PEC Zwolle 2017/2018

#### Eindstand Jong PEC Zwolle in de Nederlandse Topklasse Vrouwen 2017 / 2018
| Stand | Gespeeld | Gewonnen | Gelijk | Verloren | Punten | Doelpunten voor | Doelpunten tegen |
| ----- | -------- | -------- | ------ | -------- | ------ | --------------- | ---------------- |
| 6e    | 22       | 11       | 2      | 9        | 35     | 58              | 36               |

#### Topscorers
| #                | Naam                       | Goal |
| ---------------- | -------------------------- | ---- |
| 1.               | Pien Hindriksen            | 15   |
| 2.               | Lotje de Keijzer           | 8    |
| 3.               | Francis Vliek              | 5    |
| 4.               | Marushka van Olst          | 4    |
| 4.               | Imre van der Vegt          | 4    |
| 5.               | Amy Banarsie               | 3    |
| 5.               | Kely Pruim                 | 3    |
| 5.               | Celien Tiemens             | 3    |
| 6.               | Dara Broekhaar             | 2    |
| 6.               | Moïsa van Koot             | 2    |
| 6.               | Leonie Vliek               | 2    |
| 7.               | Jasmijn Dijsselhof         | 1    |
| 7.               | Lotte Morsink              | 1    |
| 7.               | Jeslin Niens               | 1    |
| Eigen doelpunten |                            |      |
| 1.               | Onbekend (RCL)             | 1    |
| Onbekend         |                            |      |
| 1.               | Onbekend (tegen Ter Leede) | 3    |
| Totaal           | Totaal                     | 58   |

## Voetnoten
Achilles '29 · 
ADO Den Haag · 
Ajax · 
VV Alkmaar · 
Excelsior/Barendrecht · 
sc Heerenveen · 
PEC Zwolle · 
PSV · 
FC Twente